# Nicolò Avancini
Nicolò Avancini (Brez, 1611 - Roma, 1686) foi um jesuíta, professor, poeta e dramaturgo trentino. 

## Biografia
Filho de Pietro e Domenica Avancini, de uma família nobre e abastada, fez seus primeiros estudos em Graz, onde ensinava um parente seu, o também jesuíta Floriano Avancini. Decidido a abraçar a vida religiosa, em 1677 entrou para a Companhia de Jesus, onde completou seus estudos superiores. Foi provincial da Áustria, pregador e visitador na Boêmia, capelão de Leopoldo I e no fim da vida chegou a ser assistente da Ordem para a Germânia. Deu aulas em Trieste, Luibliana e na Universidade de Viena, onde foi deão da faculdade de teologia, e foi reitor dos colégios jesuítas de Passau, Viena e Graz.
É mais lembrado pela sua obra literária, sendo prolífico autor de poemas, panegíricos, sermões, meditações, textos de cunho político, filosófico e moral e peças para o teatro, servindo por muitos anos a corte imperial, onde tornou-se um favorito especialmente pelos seus quarenta dramas latinos, dos quais 27 são tragédias, sendo Cyrus a mais conhecida. Sua obra dramática foi reunida em cinco volumes, traduzidos para várias línguas e reimpressos várias vezes. O restante da sua produção tem um valor menor, mas sua Vita et doctrina Jesu Christi foi muito popular em seu tempo. Seus dramas seguiam o modelo retórico, didático e moralizante do teatro jesuíta, faziam uso abundante de alegorias e imagens simbólicas, tinham uma encenação suntuosa e cheia de efeitos especiais típicos do Barroco, entremeada de música e interlúdios dançados, e quase sempre terminavam com uma glorificação dos Habsburgo, representados como governantes ideais e virtuosos.